# Korsa
Två linjer korsar, eller skär, varandra om de har någon punkt gemensam utan att vara parallella. Detta diskuteras främst inom rymdgeometri.
Linjer i rummet som inte är parallella och inte har någon gemensam punkt (det vill säga korsar inte varandra) kallas skeva.